# Sternidius imitans
Sternidius imitans es una especie de escarabajo longicornio del género Sternidius, tribu Acanthocinini, subfamilia Lamiinae. Fue descrita científicamente por Knull en 1936.
La especie se mantiene activa durante los meses de junio, julio, agosto y septiembre.

## Descripción
Mide 4,9-8 milímetros de longitud.

## Distribución
Se distribuye por Estados Unidos.